# August Wilhelm Schlegel
August Wilhelm von Schlegel (født 8. september 1767 i Hannover, død 12. maj 1845 i Bonn) var en tysk litteraturhistoriker, oversætter, forfatter, indolog og filosof; han og broderen Friedrich Schlegel regnes som grundlæggerne af den tyske romantik.
Han gik i skole i sin fødeby, studerede 1788—1891 teologi, senere klassiske sprog og litteratur i Göttingen, hvor han især hørte filologen Heyne og blev bekendt med Bürger der vakte hans interesse for Shakespeare. Schlegel var i nogle år huslærer hos en rig bankier i Amsterdam, rejste til Jena, i 1796 og blev medarbejder ved Schillers Die Horen, Musenamianach og Allgemeine Literaturzeitung. Han ægtede Karoline Bohmer, født Michaelis, Schellings senere hustru.

## Oversætter
Han blev en fremragende oversætter af Shakespeare og Calderon. Han lod sig bevæge af sin broder Friedrich, der ikke havde skånet Schiller i sin kritik, til at deltage i fejden mod denne digter. Men han vogtede sig for at bekrige Goethe. Også med Kotzebue kom han i strid og gjorde ham senere stadig til genstand for satiriske udfald. I 1798 blev han professor i Jena og udgav med sin broder tidsskriftet Athenäum (1798—1800), romantikernes hovedorgan (optrykt 1925).

## Ophold hos Madame de Staël i Schweiz
I 1801 blev han skilt fra Karoline. Han tog til Berlin, hvor han holdt populære foredrag om kunst og litteratur (Vorträge uber Kunst und Literatur, udg. af J. Minor (3 bd. 1883—84). 1804 rejste han til Schweiz til Madame de Staël på Coppet ved Genfersøen. Han fulgte den berømte forfatterinde på rejser til Italien, Frankrig, England og Sverige. 1808 holdt Schlegel forelæsninger i Wien om dramatisk kunst og litteratur, blev sekretær hos Bernadotte og ledsagede ham i Krigen 1813—14. Ordlyden af hans proklamationer skyldes Schlegel, der efter krigen på ny besøgte Madame de Staël på Coppet, tillige var i Paris og 1818 udnævntes til professor i litteratur i Bonn, hvor han indgik et nyt, kortvarigt ægteskab.
Sammen med sin broder fik han 1815 det af Ferdinand III til familien skænkede adelspatent fornyet. I Bonn lagde de orientalske sprog overvejende beslag på hans interesse, han studerede sanskrit og grundlagde et trykkeri med sanskrittyper.

## Forhold til religionen
Medens hans broder Friedrich gik over til katolicismen, holdt han fast ved protestantismen. Men som årene gik, trådte adskillige uheldige karaktertræk frem hos ham, især voksede hans forfængelighed og hans følelse af adelig fornemhed i uhyggelig grad. Hans gamle elev fra Bonn Heinrich Heine skånede ham ikke for satiriske angreb.

## Digter og kritiker
Som skabende digter er Schlegel af ringe betydning. Han er en formens mester, men indholdet er tørt og uinspireret (Gedichte (1800), dramaet Jon (1803), Poetische Werke (2 Bd, 1811). Enkelte af hans sonetter og epigrammer har dog overlevet forkrænkeligheden.
Som kritiker fik han afgørende betydning (Vorlesungen über dramatische Kunst und Literatur (1809—ll) Kritische schriften (1828). Han blev romantikkens banebryder og herold, medens hans Shakespeare-oversættelser kom til at virke inspirerende i vide kredse (Schlegel's dramatische Werke (9 bd, 1797—1801 og 1810), 2. opl. forøget af Ludwig Tieck, datteren Dorothea Tieck og Baudissin (1825—33).